# Zabihollah Poursheib
Zabihollah Poursheib (in persiano ذبیح‌الله پورشاب‎; 18 luglio 1988) è un karateka iraniano, specializzato nel kumite, due volte medaglia di bronzo mondiale nella categoria fino a 84 kg e tre volte medaglia d'oro mondiale a squadre.